# Staldhorn
Staldhorn är en bergstopp i Schweiz.   Den ligger i distriktet Brig och kantonen Valais, i den södra delen av landet, 90 km sydost om huvudstaden Bern. Toppen på Staldhorn är 2 463 meter över havet, eller 90 meter över den omgivande terrängen. Bredden vid basen är 0,80 km.
Terrängen runt Staldhorn är mycket bergig. Närmaste större samhälle är Brig, 6,7 km norr om Staldhorn. 
I omgivningarna runt Staldhorn växer i huvudsak blandskog. Runt Staldhorn är det mycket glesbefolkat, med 7 invånare per kvadratkilometer.